# Departamento Gastre
Gastre es un departamento de la provincia del Chubut, Argentina.
Posee una superficie de 16 335 km² y limita al este con los departamentos de Telsen y Mártires, al sur con el de Paso de Indios, al oeste con los de Languiñeo y Cushamen, y al norte con la provincia de Río Negro.

## Toponimia
Su nombre proviene de la voz aonikenk kashtrük "relámpago", pues allí salen caminos a muchas direcciones, simulando la forma de un relámpago por la cantidad de caminos.[cita requerida]

## Demografía

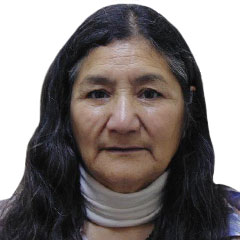
Rosa Chiquichano es de origen aonikenk. Un importante porcentaje de la poblción es Tehuelche.

El censo de 2022 reveló que el departamento continuó con su pérdida poblacional al arrojar 1195 habitantes. Esto lo volvió el departamento que más se despobló en la provincia.
|           | 1947 | 1960    | 1970    | 1980    | 1991    | 2001    | 2010  | 2022   |
| Población | 3361 | 2990    | 2448    | 2159    | 1900    | 1508    | 1427  | 1195   |
| Variación | -    | -11,03% | -18,12% | -11,80% | -11,99% | -20,63% | -6,2% | -16,3% |

Fuente: Instituto Nacional de Estadísticas y Censos, INDEC

## Localidades

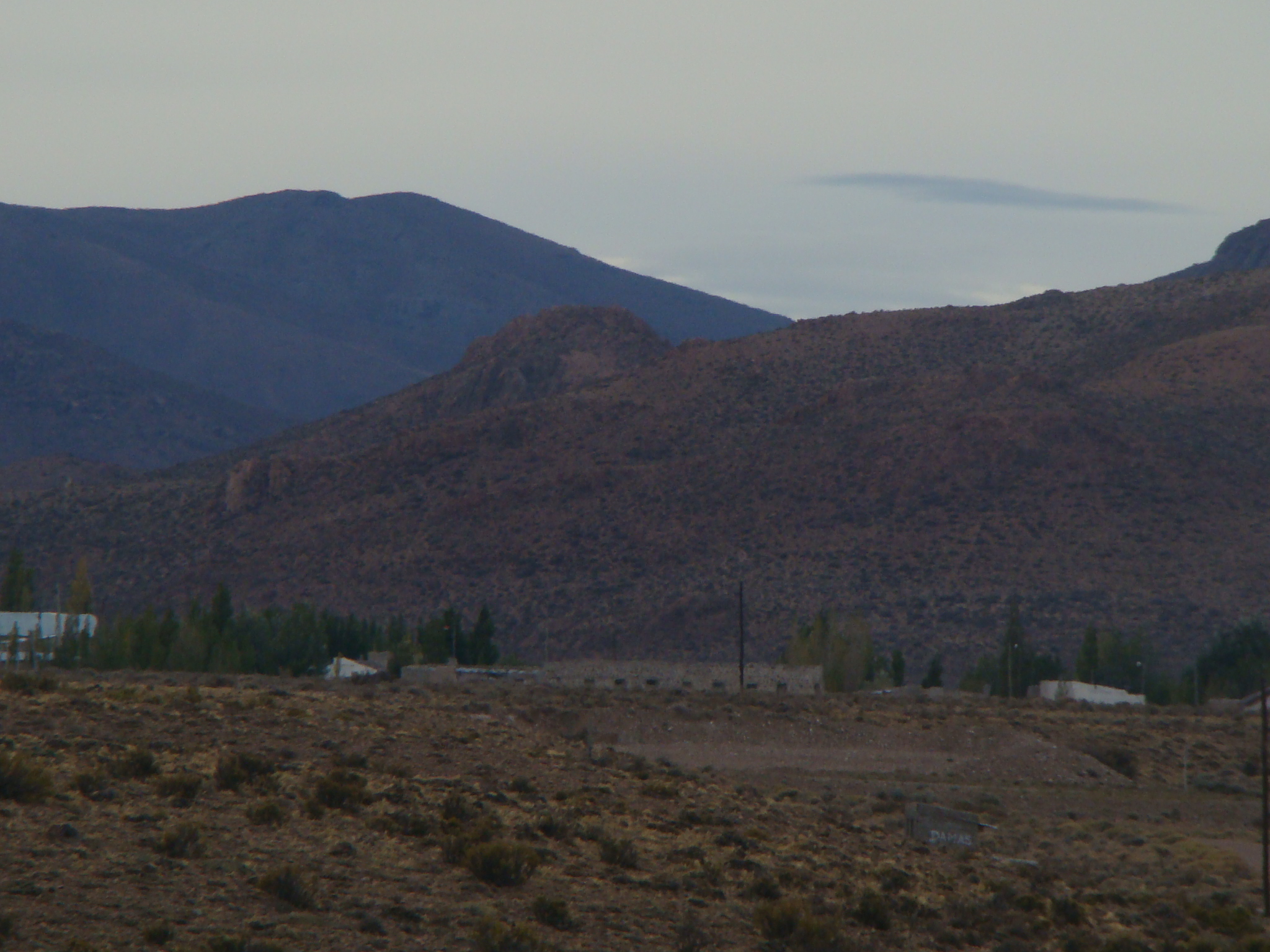
Vista de Gastre y el atardecer.

- Gastre
- Lagunita Salada
- Blancuntre
- El Escorial
- Yala Laubat

## Parajes
- Bajada Moreno
- Campamento Los Adobes
- Colelache
- Quechu-Niyeo
- Sacanana
- Taquetren